# سیگما ذات‌الکرسی
سیگما ذات‌الکرسی یک ستاره است که در صورت فلکی ذات‌الکرسی قرار دارد.